# Dorfchemnitz
Dorfchemnitz es un municipio situado en el distrito de Sajonia Central, en el estado federado de Sajonia (Alemania), a una altitud de 570 metros. Su población a finales de 2016 era de unos 1600 habitantes, y su densidad poblacional era de 53 hab./km².